# Nachtsichtgerät APN 6-40

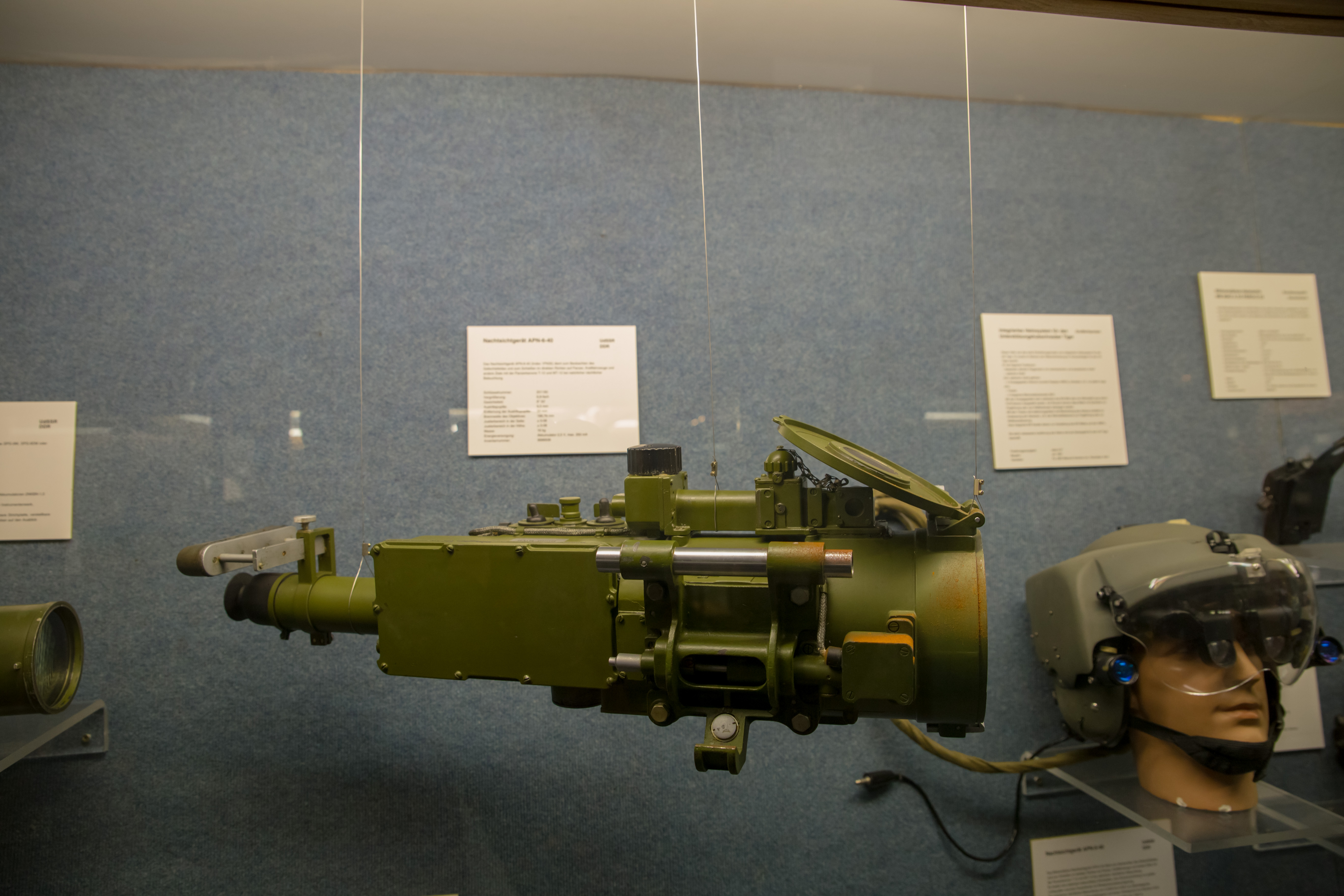
Nachtsichtgerät APN-6-40 in der Wehrtechnischen Studiensammlung Koblenz

Das Nachtsichtgerät APN 6-40 (russisch АПН 6-40 1ПН35) ist ein sowjetisches Nachtsichtgerät zur Beobachtung des Gefechtsfeldes und zur Anwendung im direkten Richten auf den Panzerabwehrkanonen T-12 und MT-12.
Es handelt sich um ein passives Infrarotgerät mit 6,8-facher Vergrößerung und einem Blickfeld mit 6° 50'.
Die Objektivbrennweite beträgt 198,78 mm.